# Bīrpur
Bīrpur är en ort i Indien.   Den ligger i distriktet Supaul och delstaten Bihar, i den nordöstra delen av landet, 1 000 km öster om huvudstaden New Delhi. Bīrpur ligger 81 meter över havet och antalet invånare är 18 968.
Terrängen runt Bīrpur är mycket platt. Runt Bīrpur är det tätbefolkat, med 636 invånare per kvadratkilometer. Närmaste större samhälle är Bhawanipur, 6,3 km söder om Bīrpur. Trakten runt Bīrpur består till största delen av jordbruksmark.